# Tork Angegh
Pour les articles homonymes, voir Tork.

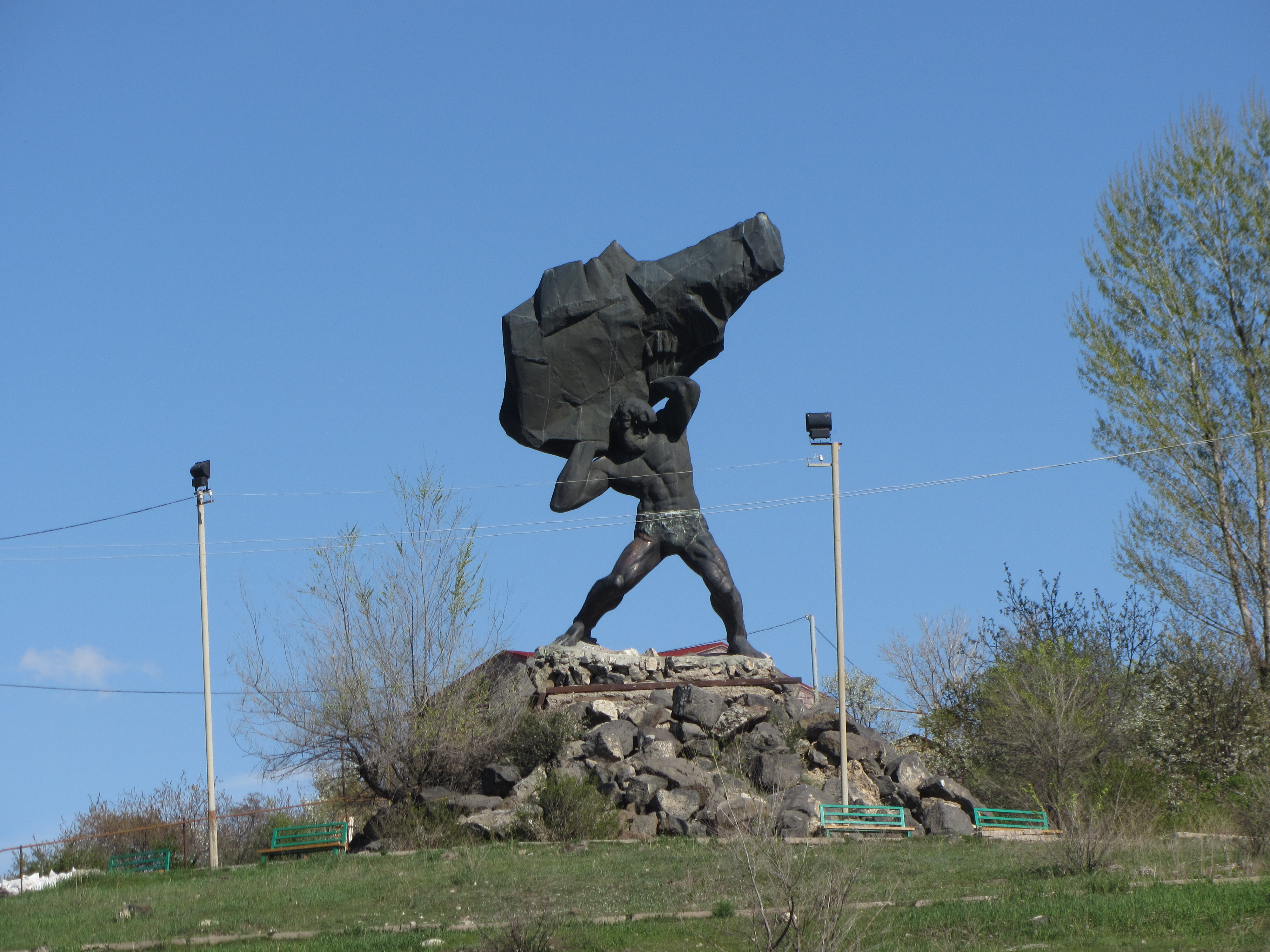
Monument à Tork Angegh à Erevan, Armenie. Sculpteur : Karlen Nurinjanyan.

Tork Angegh, en arménien : Տորք Անգեղ est une ancienne divinité masculine arménienne associée à la force, le courage, la fabrication et l'art. Il est  aussi appelé Torq ou Durq. Créature de force et de pouvoir surnaturels, Tork était considéré comme l'un des arrière-petits-fils de Hayk et aurait été représenté comme une figure masculine peu attrayante.
Il est mentionné par l'historien arménien du IVe siècle Movses Khorenatsi et considéré comme l'une des divinités significatives du panthéon arménien avant l'époque où celui-ci a été influencé par la religion et la mythologie iranienne et hellénique. Pris dans le contexte des religions proto-indo-européennes, il existe l'hypothèse d'une connexion étymologique avec le dieu nordique Thor.
Une analogie est souvent faite avec le dieu moyen-oriental Nergal, également représenté comme un homme peu attrayant.